# SS The Ramsey
 (mai 2021).
Pour les autres navires du même nom, voir HMS Ramsey.
Le SS ou RMS The Ramsey est un navire à passagers de l'Isle of Man Steam Packet Company de 1912 à 1914. Il est construit en 1895 sous le nom de Duke of Lancaster pour le service conjoint à Belfast des compagnies de chemin de fer London and North Western Railway et Lancashire and Yorkshire Railway. Le navire à vapeur est réquisitionné par la Royal Navy en 1914 et devient le HMS Ramsey, il coule l'année suivante.

## Histoire
Le Duke of Lancaster est lancé le 9 mai 1895 au chantier naval de la Naval Construction & Armaments Co à Barrow-in-Furness. Il entre en service avec la Lancashire and Yorkshire Railway qui opère avec la London and North Western Railway sur la ligne de Fleetwood à Belfast.
En mars 1911, le Duke of Lancaster est vendu à une organisation qui s'appelle le Turkish Patriotic Committee, qui fait rénover les moteurs et les chaudières par la Cammell Laird. Cependant, le déclenchement de la guerre italo-turque en septembre 1911 empêche les acheteurs de prendre livraison, le navire est vendu en 1912 à l'Isle of Man Steam Packet Company.
L'Isle of Man Steam Packet Company prend livraison du navire en juillet 1912 et change le nom du navire en The Ramsey.
Le 28 octobre 1914, il est réquisitionné et équipé comme un navire d'arraisonnement armé par la Cammell Laird avec deux canons de 12 livres et renommé simplement HMS Ramsey.
Le Ramsey est basé à Scapa Flow et mis sous le commandement du lieutenant Harry Raby. Son travail consiste en des patrouilles de nuit au cours desquelles il accompagne généralement deux destroyers. Au cours de quelques mois, le Ramsey intercepte de nombreux navires, prenant parfois un équipage à bord et amenant le navire au port.
Lors de sa dernière patrouille, il est en mer depuis 12 heures lorsque, après l'aube du 8 août 1915, on repère de la fumée à l'horizon. Le Ramsey se déplace et tombe sur un navire à vapeur battant pavillon russe. Il s'avance vers le navire à l'arrêt. Le navire suspect, qui était le croiseur auxiliaire allemand SMS Meteor, hisse le drapeau allemand et tire à bout portant, tuant le commandant et les membres de l'équipage sur le pont du Ramsey.
Dans le même temps, le Meteor tire une torpille, brisant la poupe du Ramsey. Cinquante-cinq membres de l'équipage meurent ; le Meteor en récupère 43 après que le Ramsey eut coulé en cinq minutes.
Le lendemain, les forces britanniques font saborder le Meteor, dont les prisonniers furent transférés sur des navires neutres auparavant.